# Explosiones de Novofedorivka de 2022
Las explosiones de Novofedorivka se refieren a unos estallidos ocurridos en la parte oeste de la península de Crimea, bajo la denominada República de Crimea de Rusia, en el contexto de la invasión rusa de Ucrania de 2022.

## Contexto

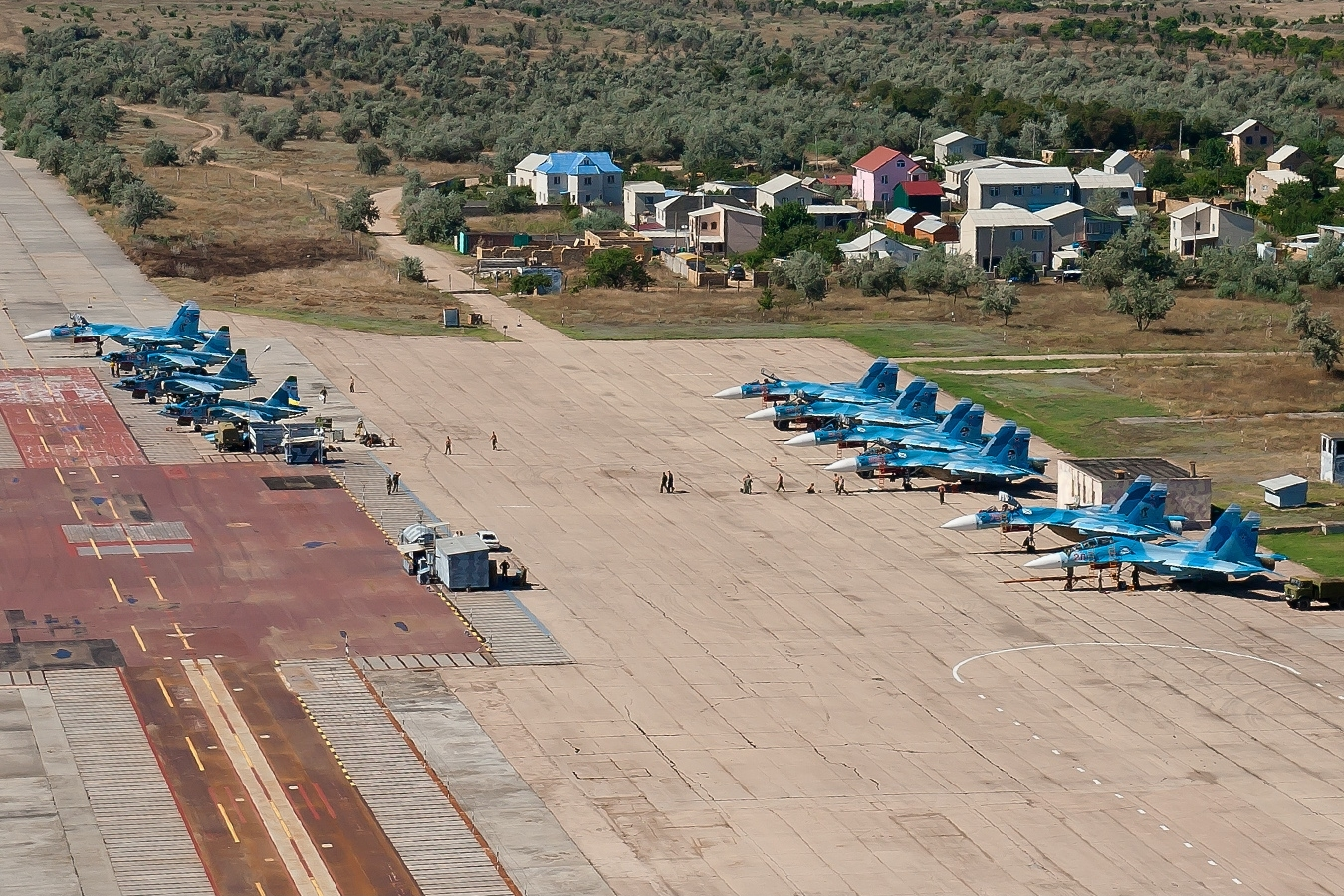
Aviones de la Fuerza Aéreo Naval Rusa en la base aérea de Novofedorovka (Saki).

Una serie de grandes explosiones ocurrieron en el aeropuerto Saky en la ciudad de Novofedorivka, República de Crimea, el 9 de agosto de 2022, durante la invasión rusa de Ucrania. El aeropuerto había sido tomado por las fuerzas rusas durante la anexión de Crimea en 2014, como parte de la guerra ruso-ucraniana.
Las autoridades rusas declararon el estado de emergencia y el nivel de alerta amarilla de amenaza terrorista, pero explicaron las explosiones como resultado de un accidente y dijeron que una persona murió, más de una docena resultó herida y 252 residentes se trasladaron a un refugio temporal debido a daños en bloques de apartamentos. Las autoridades ucranianas no se responsabilizaron por un ataque, pero afirmaron que nueve aviones rusos habían sido destruidos el día anterior, y las imágenes no verificadas de las redes sociales mostraban al menos un avión de combate destruido en un aeropuerto. Un alto oficial militar ucraniano declaró de forma anónima que las fuerzas especiales y los partisanos eran los responsables. Las imágenes de satélite revelaron daños significativos con al menos ocho aviones, incluidos Su-24 y Su-30 destruidos en la plataforma.
El 12 de agosto de 2022, Anton Herashchenko, asesor del Ministro del Interior de Ucrania, Denis Monastyrsky, afirmó que 60 pilotos y técnicos habían muerto y 100 personas habían resultado heridas en las explosiones.

## Resultados
El 10 de agosto, las autoridades rusas en Crimea anunciaron que el número de heridos había aumentado a 13 y que una persona había muerto.
Las Fuerzas Armadas de Ucrania declararon que 9 aviones rusos fueron destruidos como resultado del ataque a la base aérea.
El 10 de agosto se publicaron imágenes de satélite de las consecuencias de las explosiones, con las que investigadores del grupo Oryx confirmaron la destrucción/daños de 10 aviones rusos en la base aérea:
- 4 Su-24
- 3 Su-30M
- 2 Su-24 dañados sin posibilidad de reparación
- 1 Su-30 dañado sin posibilidad de reparación

Según un sitio militar ucraniano:
- 4 Su-24
- 3 Su-30SM
- 1 Su-30SM resultó dañado
- 3 Su-24 supuestamente están dañados

Daños a la infraestructura civil: 62 edificios de gran altura, 20 instalaciones comerciales y viviendas particulares sufrieron daños.